# Tasmanogobius gloveri
Tasmanogobius gloveri és una espècie de peix de la família dels gòbids i de l'ordre dels perciformes.

## Morfologia
- Els mascles poden assolir 6,5 cm de longitud total.[4][5]

## Hàbitat
És un peix de clima subtropical i demersal.

## Distribució geogràfica
Es troba al sud d'Austràlia.

## Observacions
És inofensiu per als humans.